# Ranchot
Ranchot är en kommun i departementet Jura i regionen Bourgogne-Franche-Comté i östra Frankrike. Kommunen ligger i kantonen Dampierre som tillhör arrondissementet Dole. År 2022 hade Ranchot 507 invånare.

## Befolkningsutveckling
Antalet invånare i kommunen Ranchot
Referens:INSEE